# Portland Fire
Le Portland Fire sono state una delle squadre di pallacanestro della WNBA (Women's National Basketball Association), il campionato professionistico femminile degli Stati Uniti d'America. Fecero parte della lega dal 2000 al 2002, quindi solo per tre stagioni come controparte al femminile dei Portland Trail Blazers, giocando le sue partite al Rose Garden (oggi, il Moda Center).

## Storia
Nella loro breve storia durata a malapena tre anni, le Portland Fire, fondate nel 2000, dal proprietario dei Portland Trail Blazers, Paul Allen, hanno avuto alcune dubbie distinzioni tra le franchigie WNBA. Guidata da Vanessa Nygaard e Sylvia Crawley, la squadra ha ottenuto un record di vittorie e sconfitte di 10–22 nella sua stagione inaugurale, mancando l’accesso ai playoff. Nella stagione 2001, la squadra ebbe un'altra stagione perdente, ma trovando un lume di speranza nella guardia matricola Jackie Stiles, che avrebbe vinto il premio WNBA Rookie of the Year. Tuttavia, nel 2002 la Stiles subì un grave infortunio ed è rimasta fuori per la maggior parte della stagione. Senza il loro protagonista, le Fire hanno chiuso con un record di 16 vittorie e 16 sconfitte.
La stagione 2002 si è rivelata la stagione del canto del cigno dei Portland Fire, anche se in migliorando nell’ultima parte di stagione. Nel 2003, infatti, la WNBA ha venduto la proprietà delle proprie franchigie ai proprietari delle squadre NBA omologhe a terzi. I continui problemi finanziari del presidente dei Portland Fire Paul Allen con quella che era vista in tutto il campionato come una squadra di Trail Blazers con risultati insufficienti lo hanno messo fuori gioco per acquistare la franchigia di Portland e hanno portato alla chiusura della stessa nel 2002. Un gruppo guidato da Clyde Drexler e Terry Emmert tentò di acquistarla, ma non fu trovato un accordo. Con questo, le Fire diventarono l’unica squadra WNBA a non aver mai partecipato ai playoff e, insieme alle Miami Sol, la squadra con la durata di vita più breve.

## Record stagione per stagione
| Disputa Playoff | Campione di Conference | Campione WNBA |

| Stagione      | V  | P  | %    | Playoff                              | Risultato                            |
| ------------- | -- | -- | ---- | ------------------------------------ | ------------------------------------ |
| Portland Fire |    |    |      |                                      |                                      |
| 2000          | 10 | 22 | 31,3 |                                      |                                      |
| 2001          | 11 | 21 | 34,4 |                                      |                                      |
| 2002          | 16 | 16 | 50,0 |                                      |                                      |
| Totale        | 37 | 59 | 38,5 |                                      |                                      |
| Play-off      | 0  | 0  | 0,0  | 0 Titoli WNBA 0 Titoli di Conference | 0 Titoli WNBA 0 Titoli di Conference |